# Paul Dandré
Pour les articles homonymes, voir Dandré.
Paul Dandré est le pseudonyme littéraire collectif regroupant trois auteurs dramatiques du XIXe siècle :
- Eugène Labiche (1815-1888)
- Auguste Lefranc (1814-1878)
- Marc-Michel, de son vrai nom Marc-Antoine-Amédée Michel (1812-1868)

Ces trois jeunes gens se connurent pendant leurs études de droit à Paris ; ils avaient alors entre 23 et 26 ans. Tous les trois étaient attirés par l’écriture littéraire, et ils collaboraient déjà à de petits journaux.
En 1838, il leur vint l’idée de fonder une association destinée à produire des pièces de théâtre. En bons juristes en formation qu’ils étaient, ils rédigèrent un contrat en bonne et due forme, établissant les statuts de cette société dramatique. Les trois sociétaires choisirent le nom collectif de Paul Dandré, et ils s’engageaient à réserver toute leur production à la société.
Auguste Lefranc avait l’immense avantage d’être le cousin d'Eugène Scribe qui dominait à l’époque, de la tête et des épaules, toute la scène française. Il produisait en effet pour le théâtre depuis près de trente ans, et depuis quelques années, il était joué régulièrement à la Comédie-Française, la scène la plus prestigieuse de toutes. Il avait déjà prodigué des conseils et fourni des appuis auprès des directeurs de théâtre à son neveu, lorsque celui-ci avait fait jouer sa première pièce, Une femme tombée du ciel. Le collectif Paul Dandré allait profiter à son tour de cette aide pour ses débuts.
Soit fort de cette parenté, soit naturellement à cause de son caractère, Lefranc prit la tête de ce trio et se révéla très autoritaire. Nous ne saurons sans doute jamais les dissensions internes qui firent que cette association ne dura que quelques années. Cette durée fut suffisante néanmoins pour avoir permis la production de 4 pièces, en majorité des drames, plus prisés à l’époque.
Labiche expliqua dans une lettre à Nadar que la cause de cette dissolution fut « la paresse et l’inexactitude de Lefranc ». Ils restèrent malgré tout bons amis, et continuèrent à collaborer souvent ensemble, Lefranc plus de 30 fois avec Labiche, et Marc-Michel encore davantage.